# Unplugged (album Archive)
Unplugged – album koncertowy londyńskiego zespołu Archive wydany 1 listopada 2004 roku. Zawiera akustyczne wersje utworów z poprzednich albumów oraz covery innych wykonawców.

## Lista utworów
1. "Fuck U" – 5:31
2. "Noise" – 3:50
3. "Sleep" – 4:54
4. "Game of pool" (Santa Cruz) – 2:26
5. "Girlfriend in a coma" (The Smiths) – 2:27
6. "Conscience" – 3:45
7. "Absurd" – 3:16
8. "Me and you" – 4:15
9. "Goodbye" – 6:04
10. "Run" – 3:51